# Stachyphrynium repens
Dong gié Thorel hay dong gié nhỏ' (danh pháp khoa học: Stachyphrynium repens) là một loài thực vật có hoa trong họ Marantaceae. Loài này được Friedrich August Körnicke mô tả khoa học đầu tiên năm 1862 theo mẫu vật thu thập tại đảo Java dưới danh pháp Phrynium repens. Năm 2005, Piyakaset Suksathan và Finn Borchsenius nhận thấy nó cùng với các loài Stachyphrynium jagorianum, Stachyphrynium minus (dong gié nhỏ) và Stachyphrynium thorelii (dong gié Thorel) chỉ là một loài và thuộc về chi Stachyphrynium; nên đã hợp nhất cả 4 loài này làm một và chuyển nó sang chi này.

## Phân bố
Loài bản địa Đông Dương, Thái Lan, Malaysia bán đảo, Indonesia (Sumatra, Java, Sulawesi) và quần đảo Andaman.